# Vero (heráldica)

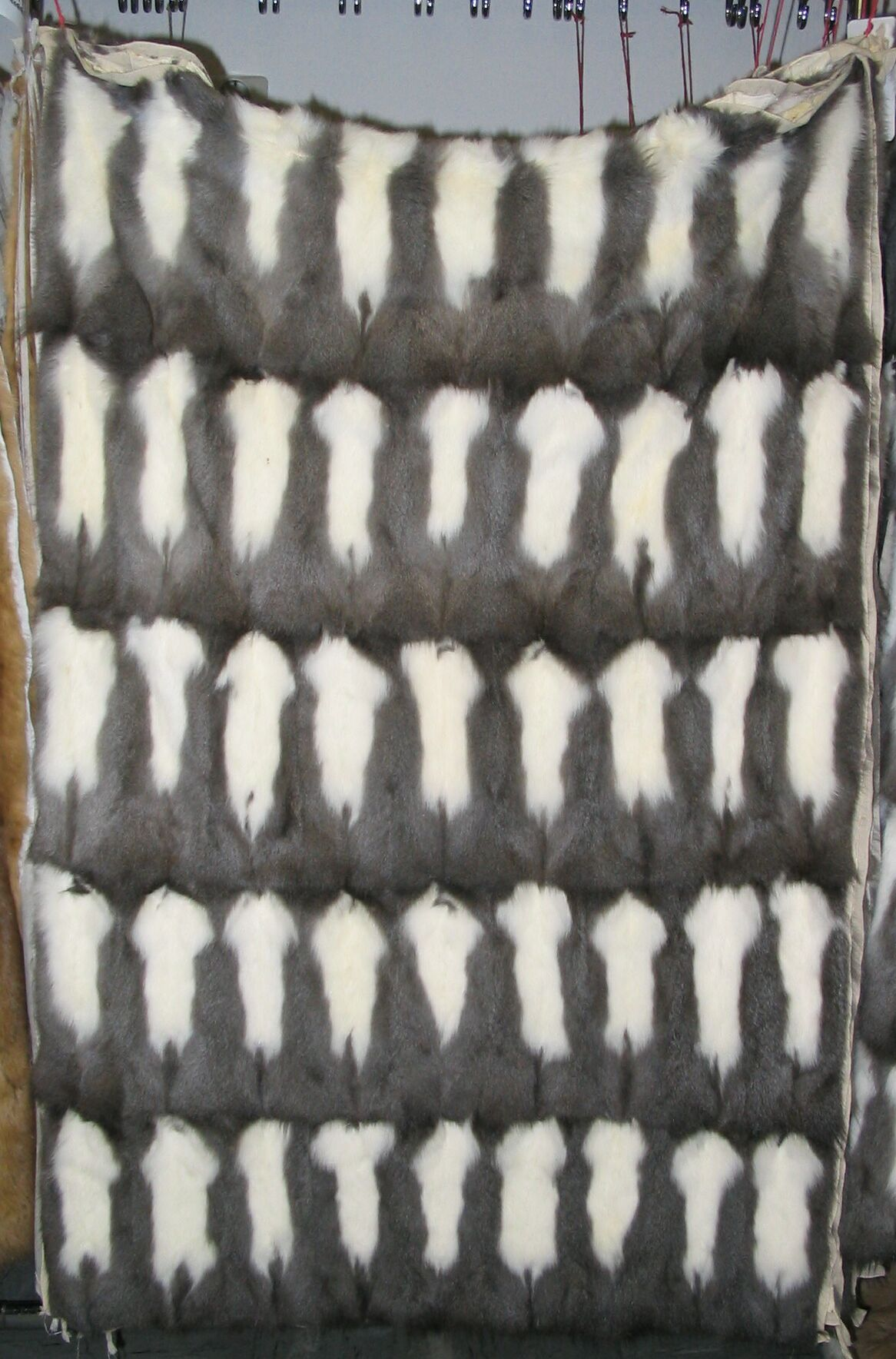
Pelaje de vero

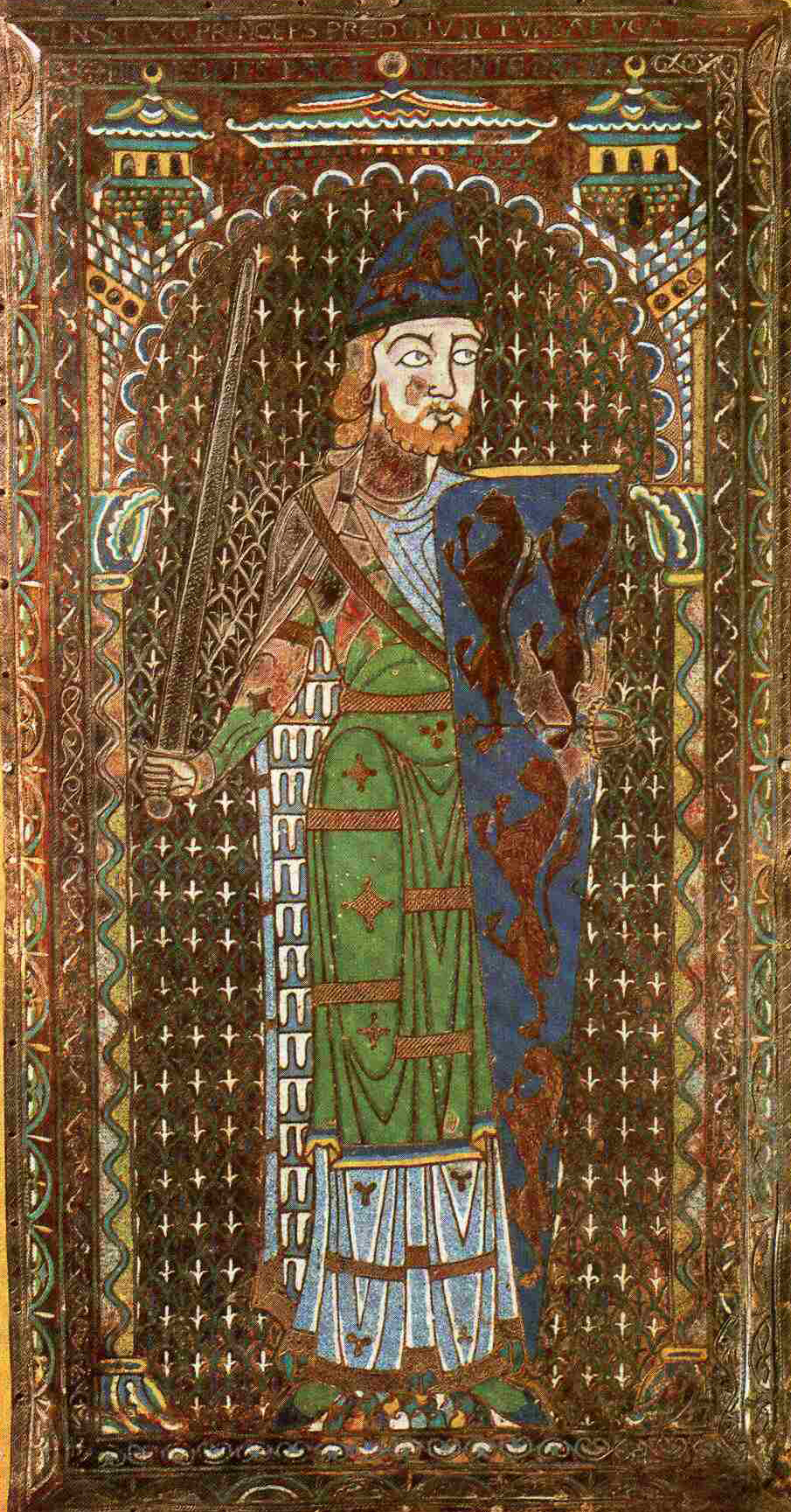
Imagen esmaltada de la tumba de Godofredo V de Anjou que muestra un manto forrado de varo

Vero o Vay es un tipo de forro heráldico, se cree inspirado en la piel de una marta cebellina o una ardilla rusa de pelaje gris argento.  

## Descripción
El vero se compone de campanas pequeñas, colocados en faja y opuestos unos a otros, de modo que la base de cada uno de metal esté siempre junto a la base de uno de color. Un forro vero que no tenga estos esmaltes se conoce como verado. 
El vero es el segundo forro más común en Heráldica, después del armiño.
El vero y sus diferentes variaciones están formados de la alternancia de "campanas" y de "botes" (que son de la misma forma que las campanas pero pies contra cabeza), orientadas horizontalmente sobre "tiras". Campana y bote son necesariamente de un metal y un esmalte.
El tamaño y el número de las piezas y de las tiras no son cualesquiera, y por tanto este forro no puede, como el armiño, ser considerados como un sembrado, lo cual supone un número indeterminado de piezas.

Campanilla de vero
Campanilla de vero apuntando hacia abajo (contravero)
Campanilla de vero antiguo (en ondas)

## Veros Ordinarios
Se denomina a veces veros ordinarios a un tipo de veros (categoría que agrupa varios tipos de forros). Generalmente se les denomina simplemente veros.
Para un escudo completo, la descripción heráldica tradicional es:
"Los veros se expresan en armería, como copas, o campanas pequeñas alternadamente en seis filas de plata, y azur".
Para su construcción, el "manual heráldico" informa que se realizan de la siguiente manera:
"se hace dividiéndole en los seis pies de longitud, y cinco de latitud, subdividiendo después cada cuadrado en 16 partes iguales por tres líneas perpendiculares y otras tantas horizontales, paralelas entre sí, formando en la perpendicular del centro a su extremo superior A, un ángulo recto que sus líneas AB y AC, corten diagonalmente los dos cuadrados superiores del centro, de cuyos puntos se tiran las paralelas BD y CE, desde la línea primera de puntos horizontal, hasta la última, y a sus extremos tírense otras dos diagonales DF y EG en los cuadrados de los ángulos inferiores del rectángulo, y quedará formada la figura, continuado seguidamente, la misma operación en los restantes del escudo".
En castellano actual, sería:
Dividamos un escudo de proporciones 6:5 en seis filas y seis columnas. Dividamos cada cuadrado en cuatro filas y cuatro columnas, y aprovechando esta división, dibujemos una campana. La primera fila contendrá seis campanas. Desplazaremos la segunda para hacer coincidir la esquina inferior de una campana con la punta superior de la campana de la línea inferior, de modo que esta contendrá cinco campanas completas y dos medias campanas.

## Vero y Verado
- Vero(1): El forro de base está constituido por campanas de azur y botes de plata. La primera tira porta un número entero de campana y comienza por un medio-bote de plata, la segunda desfasada en quincunce, comienza entonces por una media-campana de azur. Si cubre todo el campo, porta de cuatro a cinco tiras. (A menos de cuatro tiras, se habla de un campanario -que es muy raro, a partir de seis tiras se habla de menudo-vero).
- Contravero (2): Es un vero en palo en el cual las tiras pares están invertidas.
- Vero en palo (3): las tiras están repetidas de manera idéntica sin desfase.
- Vero invertido (derrivado) (4): Todas las tiras están invertidas. (Las campanas son de plata y la primera tira comienza por una media-campana. No se debe confundir con un vero de azur y de plata, donde las campanas son también de plata, pero que comienza por un medio-bote de azur). De hecho el "inverso" puede afectar no importan qué variante, se puede entonces imaginar un "vero en palo invertido", etcétera. Estas posibilidades son raramente utilizadas.
- Verado (5): "verado de gules y de oro".
- Contraverado (6): "contraverado de sinople y de plata".
- Vero en punta (7): Es un vero en el cual las tiras pares están invertidas.

### Variaciones de Veros
La fantasía de las ilustraciones introdujo un gran número de variaciones en la forma de las campanillas (que a veces no parecen mucho campanillas. Se encuentran así, aunque raramente, vero (o verado) billeteado, acanalado, en escamas, encajado, nuboso, ondulado (la menos rara), potenzado...Estas formas no parecen constituir una característica determinante de identificación y parecen estar más ligados a modos de representación según los lugares y/o las épocas.

Vero (1).
Contravero (2).
Contravero (2).
Vero en palo (3).
Vero en palo (3).
Verado (5) de gules y oro.
Contraverado (6) de sinople y plata.
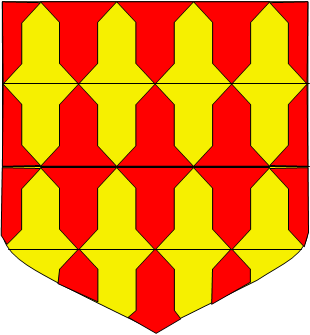
Contraverado (6) de oro y gules.
Vero en punta (7)
Vero antiguo.
Vero en ondas (vero antiguo).

#### Vero Potente
Potente: Patrón que consta de cambiar el vero por formas en T. De esta forma, la familiar "campana de vero" es reemplazada por una figura en forma de T.

Potente.
Contraponente
Potente en palo
Potente en punta
Contrapotente de gules y oro
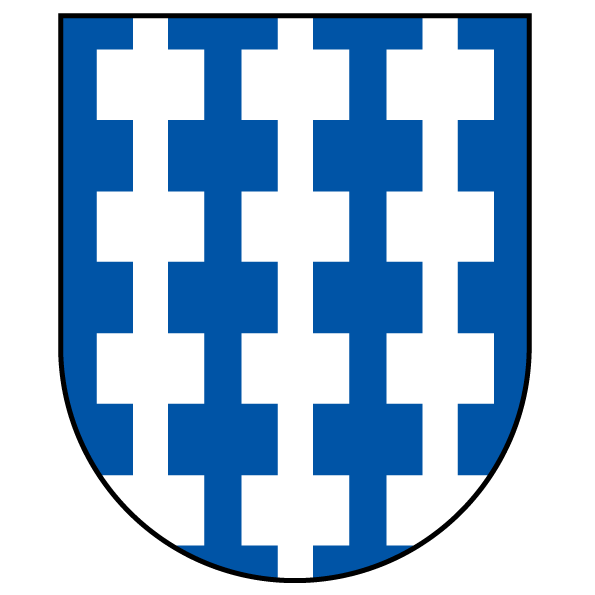
Potente contrapotente.

#### Otros veros

Plumado de oro y sable: Describe una figura esparcida de motas que tienen la forma de un ramo de plumas..[1]
Papelonado de oro y gules: Describe una figura en forma de semicírculo, en un escudo de armas.[2]
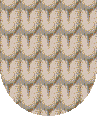
Kürsch: Subgrupo de forro, que se representa como superficies rizadas en forma de escamas con líneas onduladas entrelazadas.
Kürsch

## Ejemplos deEscudos de armascon de Veros

Escudo de Bimenes
Escudo de Degaña
Escudo de Nava
Escudo de Noreña
Escudo de Sariego
Escudo de Siero
Fajado de seis veros y gules, escudo de los Señores de Coucy.
Escudo de Allmannshofen
Escudo de Belfast
Escudo de Dieffenbach-au-Val
Escudo de la Familia Forz
Escudo de Igersheim
Escudo de Mertingen
Escudo de Möttingen
Escudo de Padberg
Escudo de Petersaurach
Escudo de Waldenburg (Basilea)